# Silene disticha
Silene disticha é uma espécie de planta com flor pertencente à família Caryophyllaceae.
A autoridade científica da espécie é Willd., tendo sido publicada em Enumeratio Plantarum 476. 1809.

## Portugal
Trata-se de uma espécie presente no território português, nomeadamente em Portugal Continental.
Em termos de naturalidade é nativa da regição atrás indicada.

## Protecção
Não se encontra protegida por legislação portuguesa ou da Comunidade Europeia.